# Dicksonia sparmanniana
Dicksonia sparmanniana là một loài dương xỉ trong họ Dicksoniaceae. Loài này được Col. mô tả khoa học đầu tiên năm 1880.
Danh pháp khoa học của loài này chưa được làm sáng tỏ. 